# 금동십일면관음보살좌상
금동십일면관음보살좌상(金銅十一面觀音菩薩坐像)은 부산광역시 금정구 부산대학교박물관에 있는 고려시대의 불상이다. 2015년 3월 18일 부산광역시의 유형문화재 제154호로 지정되었다.

## 개요
부산대학교박물관 소장 금동십일면관음보살좌상은 머리에 높은 보관을 썼고, 머리에 쓴 보관은 2단을 이뤄 화불(化佛)을 포함하여 십일면을 조각하였는데 그 모습이 조금씩 다르게 표현되어 있으며, 상단에 앉아 있는 화불은 대좌를 갖추고 있다. 보관대(寶冠帶)에는 다섯 잎의 꽃무늬를 도드라지게 조각하고 그 좌우 측면에는 리본모양으로 작은 매듭이 묶여져 있다.
왼손의 검지를 구부려 세우고 오른손을 감싼 형태의 지권인(智拳印) 모양의 수인(手印)을 취하고 앉아 있는 보살좌상으로, 신체에 비해 큰 머리, 매우 좁은 어깨, 늘씬한 허리, 화려한 목걸이와 영락장식 등이 특징인데, 세밀한 정교함은 부족하지만 화려하고 아름답다. 
머리에는 뭉툭하고 큼직한 보계(寶髻)가 표현되었으며, 머리카락은 음각으로 새겼다. 얼굴은 갸름하지만 뺨 부분에 살이 올라 통통하고 백호(白毫), 반달형 눈썹, 좌우로 길게 뜬 눈, 뾰족한 코, 아랫입술이 도톰한 입 등 이목구비의 표현이 뚜렷하며, 온화한 미소를 짓고 있다.
상체에는 두 개의 천의(天衣)를 두르고 하반신에는 치마를 입었다. 하나의 천의는 어깨 위로 둘러 마치 두광(頭光)처럼 머리 뒷면 중앙까지 치솟아 표현되었고, 양쪽 팔을 둘러 측면으로 흘러내리고 그 끝을 반전시켜 마무리하였는데, 굴곡진 곡선이 역동적이다.
부산대학교박물관 소장 금동십일면관음보살좌상은 십일면관음이라는 도상적 특징, 지권인의 수인, 그리고 천의를 광배(光背)처럼 두른 점, 화려한 장식 등에서 전해 오는 사례가 드문 이색적인 작품이다. 제작 시기는 고려 중기인 12~13세기경, 늦어도 14세기 이전으로 판단되며, 조형적 우수함과 더불어 고려시대 보살상 연구에 자료적 가치가 높은 작품이다.

## 참고 문헌
- 금동십일면관음보살좌상 - 국가유산청 국가유산포털